# عدة بن غلام الله
عدة بن غلام الله أو سيدي عدة بن محمد الموسوم بن غلام الله البوعبدلي الحسني المولود عام 1208 هجري الموافق لـ 1794 م بجديوية من ولاية غليزان، وهو شريف حسني من ذرية سيدي بو عبد الله المغوفل 

## حياته

### نسبه
- عدة بن محمد بن غلام الله بن عبد الرحمن بن أب القاسم بن محمد الخياطي بن سيدي بوعبد الله المغوفل [2]

### نشاته
نشأ الشيخ سيدي عدة بن غلام الله في أسرة عريقة.. شريفة، معروفة بالعلم والصلاح والتقوى.. أصابه في صباه مرض منعه عن المشي، ولم يتسن له المشي إلا في العام الرابع من عمره.
ولما بلغ سن الخامسة من عمره صحبه جده معه إلى شيخه في الطريقة الرحمانية، الشيخ سيدي بلمهل المازوني القاطن بقرية بوعلوفة بمازونة ، حيث طلب من شيخه تزويده ببركة دعائه أن يشفي الله الصبي، ويرزقه العلم والولاية.
ولما شفي من مرضه، أدخله جده الكتاب لتعلم القرآن الكريم، حيث أتم حفظه وهو في السادسة عشرة من عمره، وأثناء حفظه للقرآن الكريم كان والده يعلمه مبادئ العلوم الشرعية والعربية.
وبعد حفظه للقرآن وأخذه لمبادئ العلوم بعثه جده إلى القلعة حيث مسجد الشيخ بن حمو بغليزان، فجد واجتهد في طلب العلم، وأثناء ذلك تعرض والده لعملية اغتيال، فكفله جده الذي أوصى له بكامل ثروته، ولما كانت همة سيدي عدة طلب العلم، عالية لم يهتم بتصرف الأموال، بل صرف همته في السعي الجاد على الاغتراف من منابع العلم بمازونة.

## العلم والعبادة
وبعد تخرجه وحصوله على إنجازات من علماء ومشايخ المنطقة الذين درس عليهم، وبعد تبوئه مقعد العلم والفقه، عاد إلى مسقط رأسه، فأسس مسجدا فكان رحمه الله تعالى يؤم الناس في الصلوات ويتولى تعليم القرآن الكريم، إضافة إلى ذلك كان يعقد مجالسا لتدريس الفقه وعلوم الشريعة والعربية.
وبعد فترة من الزمن تخلى الشيخ سيدي عدة عن إمامة الناس بالمسجد، وانقطع إلى الخلوة، حيث اجتهد في القرب من مولاه سبحانه وتعالى بالأذكار على الطريقة الرحمانية التي كان قد أخذها عن والده قبل موته. ثم جدد أخذ الطريقة عن الشيخ سيدي عبد القادر بن الأحول بزاوية وادي الخير من أعمال مستغانم.
وبعد عودته إلى أهله، ومكوثه بينهم قليلا، رأى الشيخ سيدي عدة ضرورة الالتحاق بالشيخ الصالح والعالم الرباني الشيخ محمد بالقندوز صاحب الجامع بوادي مينة قرب غليزان.
ثم قام بزيارة المشايخ والعلماء. فاتجه غربا نحو المغرب الأقصى فزار علماء وجدة وأخذ عنهم، ثم ساح شرقا فزار بلاد زواوة وجلس إلى علمائها. وهكذا ظل يتجول في ربوع هذا الوطن العزيز حتى فرغت يده من المال، فعاد إلى قريته وأهله ، فلزم بيته وانقطع إلى العبادة.
انقطع الشيخ في خلوته لعبادة ربه ومناجاة خالقه، والقرب من حضرة سيده ومولاه، إذ جاءه الشيخ العارف مولاي العربي بن عطية العمار البوعبدلي الونشريسي، مستفتيا في قضية فقهية، مفادها:
| عدة بن غلام الله | أن هذا الشيخ اكترى دابة تحمله إلى المغرب الأقصى لزيارة شيخه في الطريقة، الشيخ مولاي العربي الدرقاوي، فهلكت الدابة وطالبه صاحبها بغرم القيمة، فاختلفا، ثم قال الشيخ مولاي العربي بن عطية لصاحب الدابة:” أنظر لنا عالما نستفتيه“, فأشار عليه بالترافع أمام الشيخ سيدي عدة الفقيه، فقضى بينهما بالعدل | عدة بن غلام الله |

## الفتوة وتولى مهمة القضاء
توسم الشيخ سيدي مولاي العربي بن عطية في الفقيه المفتي سيدي عدة ملامح العلم والصلاح والتقى والورع، فدعاه لزيارته في جبل الونشريس، فأجاب الفقيه سيدي عدة دعوة الشيخ، وما أن لقيه حتى تتلمذ عليه، وأصبح سيدي عدة من أقرب المريدين إلى الشيخ سيدي مولاي العربي بن عطية العماري الونشريسي وعمره إذ ذاك أربعون سنة، وظل سيدي عدة يتردد على شيخه إلى أن ورد عليه كتاب من الأمير عبد القادر يكلفه بالقضاء في المنطقة.
فاستشار شيخه سيدي مولاي العربي بن عطية فأشار عليه بالقبول، فتولى سيدي عدة القضاء بوادي سلي، ومينة وظهرة ونحوها، وكان يتنزه عن قبول راتبه، مما زاده رفعة في عين الأمير فأحبه واحترمه وأكرمه، وهذا لما كان في سهل شلف، ولما توجه الأمير عبد القادر نحو الجنوب اصطحب الشيخ معه إلى أن استقر في طاقين قرب الشلالة، حيث أقام الزمالة.. ومنها عاد سيدي عدة إلى قبيلته “أولاد خويدم“ حيث توجه الأمير عبد القادر إلى المغرب.

## بعد سقوط دولة الأمير عبد القادر
وقد أقام الشيخ سيدي عدة بعد سفر الأمير بين أهله في أولاد خويدم، حيث انقطع إلى العبادة وتعليم القرآن، ونشر العلم، إلى أن قدم عليه الشيخ أحمد بن المختار البوعبدلي القاطن بـ“محنون“ من ولاية تيارت، وكان الشيخ أحمد بن المختار قد توفي أبوه معلم القرآن الكريم، وقد تركه هو وأخوين وأختا لهم أرملة أحد الشهداء، فعرض عليه أن يأتيهم إلى محنون ليعلمهم فقبل سيدي عدة الدعوة، فأقام ب“محنون“, حيث تزوج الأرملة وأنشأ زاوية، وتولى بنفسه عملية التدريس، والإرشاد، والدعوة إلى الثبات، والتمسك بالدين الإسلامي الحنيف والابتعاد عن مخالطة الفرنسيين.

## شيوخه
- سيدي محمد والده
- سيدي الجيلالي بن المولود البوعبدلي
- سيدي الحاج بن حمو
- سيدي أحمد بن حمو
- سيد الحاج بن عبد الرحمن
- سيدي محمد أبو طالب المازوني
- سيدي محمد أبومهدي المازوني
- سيدي التهامي المازوني
- العربي بن عطية

## تلامذته
- أحمد بن محمد [4]

## مؤلفاته

### التصوف
- رسالة الكراس في زوال الشك والالتباس.
- كتاب الرسائل لأهل الوسائل.[5]
- كتاب الأجوبة لأهل المحبة.

### الحديث
صنف عدة كتب جمع فيها الأحاديث حيث حسب المواضيع الفقهية والأخلاقية، وكانت تقرأ أورادا في مساجد المنطقة.

## وفاته
توفي الشيخ عدة سنة 1283 هجري الموافق لـ 1866م وقد رثاه معظم علماء ومشايخ المنطقة لمكانته بينهم، وتسجيل مراثيهم من طرف ولد الشيخ محمد بن المختار